# 柯达·布莱克
比尔·K·卡普里（英语：Bill K. Kapri，出生名为迪厄森·奥克塔夫（Dieuson Octave），1997年6月11日 - ），知名于其艺名柯达·布莱克（Kodak Black），美国饶舌歌手、歌手和词曲作家。他以单曲“Zeze”、“Roll in Peace”、“Tunnel Vision”和“No Flockin”以及众多的法律问题而为人熟知。

## 唱片
录音室专辑
- 《Painting Pictures》 (2017年)
- 《Dying to Live》 (2018年)

混音带
- 《Project Baby》 (2013年)
- 《Heart of the Projects》 (2014年)
- 《Institution》 (2015年)
- 《Lil B.I.G. Pac》 (2016年)
- 《Project Baby 2》 (2017年)
- 《F.E.M.A.》 (2017年)
- 《Heart Break Kodak》 (2018年)